# فرس البحر المنقط
فرس البحر المنقط (الاسم العلمي: Hippocampus kuda) (بالإنجليزية: Spotted seahorse)‏ هو نوع من الأسماك يتبع جنس فرس البحر من فصيلة زمارات البحر.